# Рута 41
Рута 41 — украинский высокопольный автобус среднего класса, выпускаемый Часовоярским ремонтным заводом с 2014 года на шасси Ashok Leyland. Модель оснащается дизельным двигателем внутреннего сгорания Ashok Leyland H6E4S123 (Евро-4) объёмом 5,759 л, мощностью 167 л. с. Является заменой модели Рута 37.

## Модификации
За время производства было изготовлено несколько модификаций, несколько отличающихся между собой:
- Рута 40 — городской автобус предназначен для перевозке инвалидов, пассажировместимость (чел.): полная — 38, сидячих мест — 25;
- Рута 41 — городской автобус, пассажировместимость (чел.): полная — 38, сидячих мест — 28.